# Phuyatappa
Phuyatappa, ook Phuyetappa, is een dorpscommissie (Engels: village development committee, afgekort VDC; Nepalees: panchayat) in het oosten van Nepal, gelegen in het district Ilam in de Mechi-zone. Ten tijde van de volkstelling van 2001 had het een inwoneraantal van 3820 personen, verspreid over 743 huishoudens; in 2011 waren er 3638 inwoners, verspreid over 840 huishoudens.